# Lepista irina
Lepista irina (Fr.) Bigelow, 1959 è un fungo basidiomicete saprofita del genere Lepista, a sua volta appartenente alla famiglia delle Tricholomataceae.

## Descrizione
Il cappello ha un diametro di 5-13 cm, è abbastanza carnoso, inizialmente quasi emisferico con il bordo rivolto verso il gambo, poi espanso, appiattito e lievemente umbonato, con bordo sottile e ondulato. La specie è igrofana, cioè cambia colore se esposta alla pioggia o a un clima molto umido. La cuticola del cappello è liscia e opaca, più traslucida e scivolosa negli esemplari giovani. Il colore del cappello va dal biancastro al biancastro-crema, diventando poi rosso chiaro, lievemente brunastro nei carpofori più vecchi. La parte centrale del cappello è spesso di colore più scuro.
Le lamelle sono irregolari, sottili, ravvicinate, aderenti al gambo, di colore biancastro che diventa rapidamente rosaceo o color crema con la maturazione del fungo.
Il gambo è piuttosto lungo (da 5-10 fino a 15 cm), con uno spessore di 1,3-2,5 cm; è cilindrica, lievemente ingrossato alla base, senza anello, di consistenza fibrosa e di colore biancastro verso il cappello, tendente al marrone verso la base del fungo.
La carne è da bianca a lievemente rosata, immutabile al taglio, di consistenza acquosa, ma soda nel cappello rimane (anche dopo il taglio) da bianca a bianco-rosata, alquanto acquosa e carnosa nel cappello. L'odore è penetrante e ricorda quello dell'iris, mentre il sapore è più tenue e gradevole. La carne diventa violacea se vi si applica acido lattico, viola-marrone se immersa in una soluzione a base di fenolo per un quarto d'ora e blu se messa a contatto per pochi minuti con una tintura ricavata dal Guaiacum.
All'esame microscopico, L. irina presenta spore ellissoidali, pressoché lisce (cosparse di poche creste molto corte), non amiloidi (non reagisce positivamente alla soluzione di Melzer) e ialine (traslucide), aventi dimensione di 7-9 per 3-3,7 micron; esse vanno a costituire una sporata di color crema, tendente al giallo.
In L. irina è presente la perossidasi negli spazi intercellulari; ciò consente di scomporre il beta-carotene in composti aromatici.

## Distribuzione e habitat
Lepista irina cresce in gruppi numerosi, talvolta formando cerchi delle streghe; predilige i terreni erbosi, di natura calcarea, al limitare dei boschi di latifoglie, ma anche di conifere. Presente sia in pianura che in montagna, cresce da agosto-settembre fino alla fine di novembre.

## Commestibilità
È un fungo buon commestibile; gli esemplari giovani possono essere cucinati insieme ad altri agarici, oppure li si può conservazione sott'olio o sottaceto. Il suo sapore si abbina bene a quello del prugnolo (Calocybe gambosa), per cui può essere conservato insieme ad esso.